# Huis Cohen
Het Huis Cohen (ook huis met de paarse - of blauwe - ruiten) is een monumentaal bouwwerk aan de Zuidsingel in Amersfoort.

## Beschrijving en geschiedenis van het pand
Het monumentale pand aan de Zuidsingel was aan het begin van de achttiende eeuw in bezit van de Amersfoortse burgemeester Temmink (Zie RKD afbeelding 1001210733). In 1780 kocht de Amersfoortse bankier en tabakshandelaar Benjamin Cohen het pand van de weduwe Temmink. Het pand werd in de periode 1781-1784 verbouwd, waarbij er een volledige verdieping aan het huis werd toegevoegd. De gevel van het pand is bekleed met hardsteen, dat is voor Nederland vrij zeldzaam. De entree bevindt zich in het middenrisaliet. Een stoep met drie treden leidt naar de brede tweedelige toegangsdeur met ter weerszijden twee - niet authentieke - lantaarns. Ter weerszijden van de lantaarns bevinden zich smalle, van een roedenverdeling voorziene, vensters. Eenzelfde patroon herhaalt zich op de beide verdiepingen. Ter weerszijden van de vensters in het midden bevinden zich ook daar smalle vensters met dezelfde roedenverdeling. Aan de linker- en rechterzijde van de brede voorgevel bevinden zich twaalf licht boogvormige vensters met een roedenverdeling, aan beide zijden twee vensters per verdieping. Het middenrisaliet wordt bekroond met een timpaan in de Lodewijk XVI-stijl. Op de hoeken van het dak staan vier schoorstenen. Aan de rechterzijde (langs de Kortegracht) is op het dak een dakkapel aangebracht. De gevel aan deze zijde is geheel witgepleisterd. De ramen van het pand hebben hun kenmerkende paarse kleur gekregen door het mangaan, dat in het glas verwerkt is en dat door de invloed van het licht een blauw/paarse verkleuring laat zien.
In 1787 heeft het pand enige tijd gediend als verblijfplaats voor stadhouder Willem V, die onder druk van de patriotten Den Haag had verlaten. Het pand werd halverwege de 19e eeuw gekocht door de Zusters van Onze Lieve Vrouw van Amersfoort, die een klooster van het gebouw maakten. Later zou het complex aanzienlijk vergroot worden door uitbreidingen in noordoostelijke richting langs de Zuidsingel. Ook aan de achterzijde werd het complex verder vergroot. In 1955 stierf hier kardinaal Johannes de Jong.
Het pand is sinds 1966 erkend als rijksmonument.

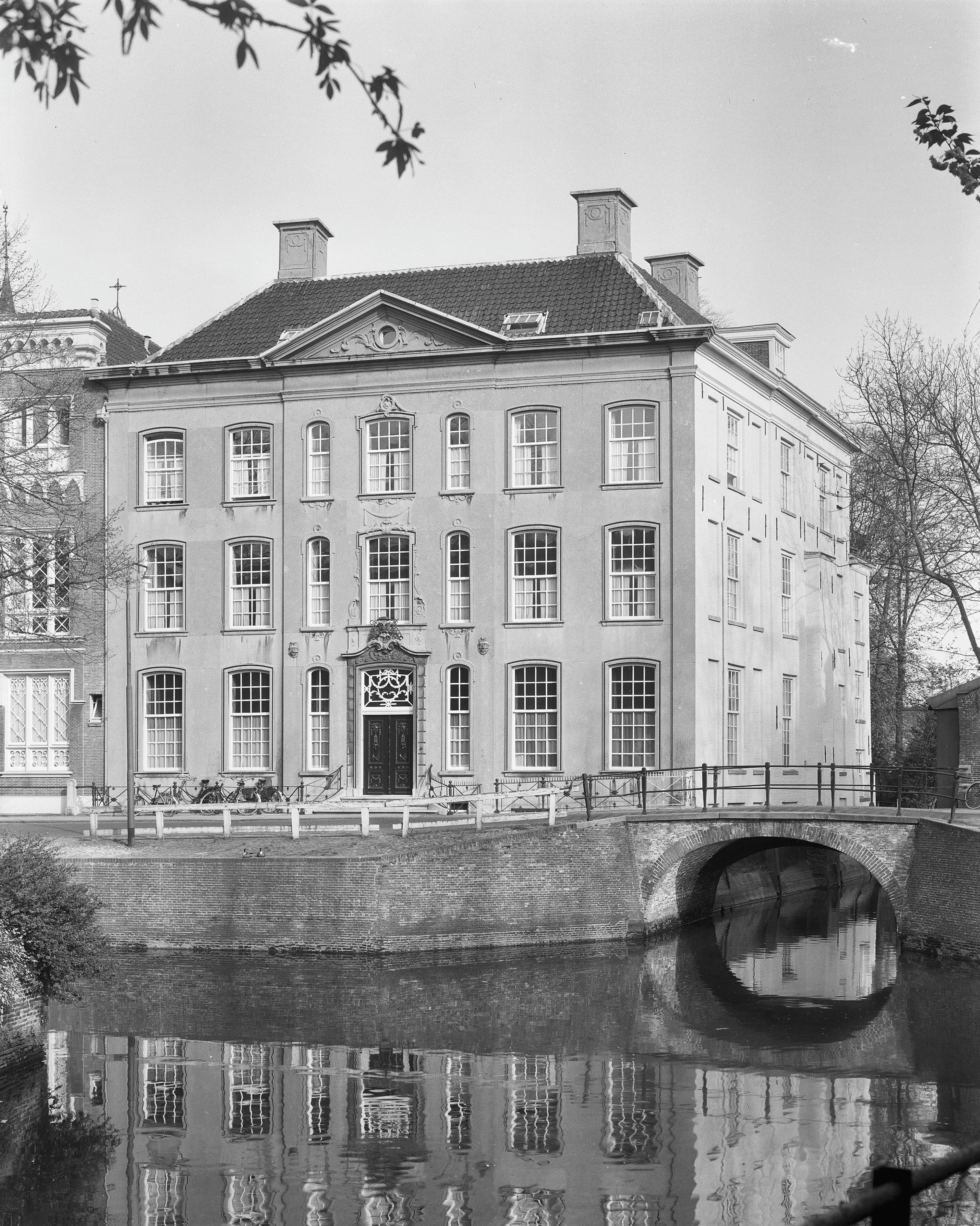
Afbeelding van het pand anno 1961